# 永寿 (东汉)
永寿（155年-158年六月）是东汉皇帝汉桓帝刘志的第五个年号。汉朝使用这个年号时间共计4年。永寿四年六月改元延熹元年。

## 纪年
| 永寿 | 元年  | 二年  | 三年  | 四年  |
| ---- | ----- | ----- | ----- | ----- |
| 公元 | 155年 | 156年 | 157年 | 158年 |
| 干支 | 乙未  | 丙申  | 丁酉  | 戊戌  |

東漢官方史籍明載的度田：
- 永壽二年：户10677401，口56366856[1]
- 永壽三年：戶10677960、口56486856[2]

## 参看
- 中国年号列表
- 永寿的消歧義

| 前一年號： 永兴 | 中国年号 | 下一年號： 延熹 |

1. ↑  袁延胜《东汉户口总数之谜试析》：因此，《帝王世纪》所载永嘉（寿）二年的户口应为：《续汉书·郡国志五》所载永和五年的“户九百六十九万八千六百三十，口四千九百一十五万二百二十”，加上多出来的户“九十七万八千七百七十一，口七百二十一万六千六百三十六”……这户10677401，口56366856，就是《帝王世纪》所载永寿二年的户口。这个数字和《晋书·地理志》所载桓帝永寿三年的户口数字基本一致。
2. ↑  《晉書·地理志》：至桓帝永壽三年，戶千六十七萬七千九百六十，口五千六百四十八萬六千八百五十六，斯亦戶口之滋殖者也。